# Италиански иредентизъм в Истрия
Италианският иредентизъм в Истрия е иредентистко движение за присъединяване на Истрия към Италия. То е свързано с италианския иредентизъм в съседната област Далмация, заедно с който е част от т.нар. спор за Далмация през 19 и 20 век. 
През 1866 г. областта Венето става част от обединена Италия, докато съседната Истрия остава в границите на Австрийската империя, като част от Кралство Далмация. В Истрия още от 1861 г., и особено през 1866 г., е особено силно движението за обединение с Италия. През следващите години австрийските власти превръщат много италиански училища в Далмация в хърватски, а хърватския език става официален език навсякъде в Кралство Далмация, с изключение на Задар.